# Ontgassen

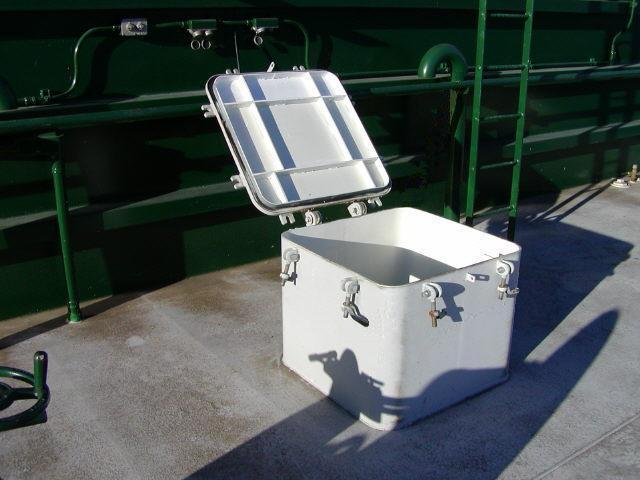
Luik op het dek voor toegang tot besloten ruimtes in een schip zoals ladingtanks.

Het ontgassen van ladingtanks en laad- en losleidingen van binnenschepen is het verlagen van de gasconcentratie in de tank van de ladingdampen die daar achterbleven na het lossen.
Varend ontgassen is niet iets van de laatste tijd, het vindt al plaats zo lang als er binnenvaarttankschepen over de rivieren varen. Na het lossen van een vloeibare lading blijft altijd een geringe hoeveelheid restlading achter. Op weg naar de plaats waar het schip opnieuw gaat laden, worden daarom de ladingtanks met ventilatoren doorgeblazen om deze laatste resten te laten verdampen en te verwijderen. In principe moet een schip altijd schoon worden opgeleverd om te voorkomen dat de nieuwe lading met de restanten van de oude lading wordt verontreinigd.
Als een schip zijn lading gelost heeft, kan het twee dingen doen. Ofwel dezelfde (of compatibele) lading laden, dan is geen ontgassing nodig. Ofwel een andere stof laden, waarvoor het schip helemaal schoon moet zijn en dus ontgast moet worden. Het ontgassen kan zowel naar de atmosfeer plaatsvinden, als naar een ontgassingsinstallatie geplaatst op de wal of een schip. In heel Europa wordt in de praktijk indien nodig onderweg naar de volgende lading varend ontgast. 
Het transport van gevaarlijke stoffen vindt in Nederland en België voornamelijk plaats over twee hoofdassen, Rotterdam-Duitsland en Amsterdam-Rotterdam-Antwerpen. Hoewel het varend ontgassen in het verleden acceptabel geacht werd, zijn rond 2013 initiatieven genomen om tot een verbod te komen. Reden was niet dat plotseling een acuut gevaar voor de volksgezondheid was ontstaan, maar het feit dat het bij het ontgassen in bepaalde gevallen gaat om stoffen die niet in het milieu thuishoren.

## Noodzakelijkheid
Ontgassen is noodzakelijk vanwege:
- het voorkomen van verontreiniging van de volgende lading
- het willen plegen van onderhoud waarbij vonken kunnen ontstaan ("heet werk") aan het schip

Ook het willen betreden van de ladingtanks kan aanleiding zijn om te ontgassen. 
Tijdens het ontgassen naar de atmosfeer komen gassen vrij in de atmosfeer, die schadelijk kunnen zijn voor mens en milieu. 

## Regelgeving
Het CDNI (Verdrag inzake de verzameling, afgifte en inname van afval in de Rijn- en binnenvaart) heeft tot doel de voor de binnenvaart openstaande vaarwegen en het milieu te beschermen tegen het lozen van afval en ladingrestanten van binnenschepen. Het is op 1 november 2009 van kracht geworden. De nieuwe bepalingen van het verdrag zullen, als alle verdragsluitende partijen de wijzigingen geratificeerd hebben, vanaf 2020 gefaseerd worden ingevoerd. Daarbij wordt toegewerkt naar een totaalverbod op varend ontgassen in 2024.
Ontgassen van binnenvaartankschepen naar de atmosfeer is daaraan voorafgaand nog gereguleerd in het randnummer 7.2.3.7 van het Europees Verdrag inzake het internationale vervoer van gevaarlijke goederen over de binnenwateren, het ADNR. In dit kader geldt een verbod op ontgassen alleen voor toxische stoffen, per 1 januari 2019 uitgebreid tot alle vervluchtigende gevaarlijke stoffen.
Een landelijk verbod op varend ontgassen in België en Duitsland is er niet. Wel is er een verschil tussen Nederland en Duitsland als het gaat om het ontgassingsverbod voor benzine op grond van de Benzinedistributierichtlijn van de EU. In Duitsland vallen onder het Europese ontgassingsverbod voor benzine niet alleen UN 1203, maar ook nog UN 1268 en UN 3475. In België ziet het ontgassingsverbod alleen toe op de haven van Antwerpen en is daar geregeld in de havenpolitieverordening.
Binnenvaartschepen mogen volgens het ADN ook stilliggend op plaatsen die daarvoor door de bevoegde autoriteit zijn goedgekeurd en aangewezen. Alleen de havenmeesters van Rotterdam en Amsterdam hebben een locatie aangewezen, respectievelijk de Geulhaven en de Afrikahaven. Rijkswaterstaat heeft geen locaties aangewezen.
Daarnaast mogen brandbare stoffen ook varend worden ontgast. Voor zowel stilliggend als varend ontgassen geldt dat dit alleen is toegestaan indien de tankdeksels zijn gesloten, en de afvoer van het gas/luchtmengsel plaatsvindt via vlamkerende inrichtingen die een duurbrand kunnen doorstaan.
Binnenvaartschepen mogen worden ontgast van giftige stoffen door ondernemingen die door de bevoegde autoriteit zijn erkend, bijvoorbeeld een ontgassingsinstallatie aan de wal. Indien het ontgassen van ladingtanks op de aangewezen plaatsen niet mogelijk is, mogen giftige stoffen ook tijdens de vaart worden ontgast. Hieraan worden echter wel strenge voorwaarden gesteld: 
- de gasconcentratie in het uitgeblazen mengsel op de plaats van uittreding niet meer dan 10% van de onderste explosiegrens bedraagt;
- gevaar voor de bemanning is uitgesloten;
- alle toegangen en openingen van ruimten, die met de buitenlucht in verbinding staan zijn gesloten. Behalve bij machinekamers en op ventilatiesystemen met overdruk;
- de aan dek werkende bemanningsleden geschikte veiligheidsuitrusting dragen;
- dit niet in de nabijheid van sluizen, inclusief hun voorhavens, onder bruggen of in dichtbevolkte gebieden plaatsvindt.

Het ontgassen moet worden onderbroken gedurende een onweersbui of bij ongunstige windomstandigheden. Het ADN Comité heeft in januari 2015 bepaald dat een geloste of lege ladingtank met brandbare dampen als "ontgast" moet worden beschouwd indien de gasconcentratie in de tank kleiner is dan 10% van de Onderste Explosiegrens (O.E.G) (ECE/TRANS/WP.15/AC.2/54). De voorschriften in randnummer 7.2.3.7 zijn dan niet meer van toepassing.
De seinvoering als kegelschip mag worden weggenomen door de schipper indien de concentratie brandbare gassen kleiner is dan 20% van de O.E.G.

## Maatregelen
Een ventilerend schip veroorzaakt geuroverlast als het langs bebouwing vaart. Dit beïnvloedt de publieke opinie. Er zijn 5 ontgassingsinstallaties, in Rotterdam, aan het Hollandsch Diep bij Moerdijk en er zijn nog eens 5 installaties in vergunningprocedure, o.a. in Zeeland. Het ontgassen bij een dergelijke dampverwerkingsinstalletie is echter niet goedkoop. Prijspeil 2019: zo'n € 6.000,- bij een qua tonnage gemiddelde tanker. 
Er is een pakket van maatregelen ontwikkeld, bestaande uit:
1. Een Nationaal convenant (Green Deal) door het Ministerie van Infrastructuur en Milieu met branche-organisaties, per 1 januari 2015 ingegaan voor benzeen en start onderzoek aanpak benzeenhoudende vluchtige stoffen.
2. De provincies Noord-Brabant (1 januari 2015), Zuid-Holland (1 januari 2015), Utrecht (1 maart 2017), Noord-Holland (1 maart 2017), Gelderland (6 juli 2017), Flevoland (3 mei 2018) en Zeeland (1 juli 2018) hebben een verbod op varend ontgassen ingesteld in hun provinciale milieuverordening. Zuid-Holland heeft gesteld dat van een restladingdamp sprake is bij een concentratie van die damp groter dan of gelijk aan 10% van de onderste explosiegrens.[8] Zo ontstond een aaneengesloten gebied waar provinciale verboden van kracht waren. Om uitwijkgedrag en ontgassingstoerisme te voorkomen, heeft Nederland rond diezelfde tijd het initiatief genomen tot een internationaal verbod.
3. Een regionaal convenant (regionaal afsprakenkader Rijnmond) waarin voor het Rijnmondgebied afspraken worden gemaakt tussen onder meer Havenbedrijf Rotterdam, Deltalinqs, en individuele  bedrijven over het terugdringen van ontgassingen en het realiseren van techniek om ontgassingen te kunnen uitvoeren.
4. Uiteindelijk een nationaal verbod op benzeen. Inzet Ministerie van Infrastructuur en Milieu vooruitlopend op het Scheepsafvalstoffenverdrag, het CDNI. Zodra er in CDNI kader internationaal voldoende overeenstemming is om over te gaan tot een CDNI-verbod is er basis voor een nationaal verbod op het ontgassen van benzeen en van nog nader te bepalen andere zeer zorgwekkende vluchtige stoffen.[9]
5. Per 2014 heeft een aantal grote bedrijven aangegeven het ontgassen van benzeen vrijwillig te beëindigen. Daarmee is het ontgassen van benzeen in Nederland nagenoeg gestopt.[10]

In juni 2017 kwam een wijziging van het Scheepsafvalstoffenverdrag tot stand, waarmee het varend ontgassen verboden wordt. In drie tranches zal het verbod op steeds meer stoffen van toepassing worden verklaard. Er is voor een gefaseerde invoering gekozen omdat de andere lidstaten bezorgd waren dat de benodigde voorzieningen om te ontgassen anders niet tijdig beschikbaar zouden zijn. In principe wordt in het CDNI de lijn van de provinciale verordeningen gevolgd, waarbij eerst motorbrandstoffen en benzeen worden verboden, vervolgens alle meer dan 10%-benzeen houdende stoffen en ten slotte alle andere vervoerde gevaarlijke stoffen met een dampspanning van meer dan 5kPa.
De andere landen die bij het Scheepsafvalstoffenverdrag aangesloten zijn, waaronder Duitsland, zijn bezig met een parallel traject van implementatie. Daarmee zal straks tegelijkertijd een uniform regime gelden in het hele verdragsgebied. Daarnaast is op grond van de EU-benzinedistributierichtlijn al langer een nationaal verbod op het varend ontgassen van benzine (UN 1203) van kracht in Nederland en andere EU-landen. Dit is geïmplementeerd in de Regeling benzinevervoer in mobiele tanks 2006. Deze regeling geldt voor alle vormen van vervoer, dus ook voor de binnenvaart. Wel is er een klein verschil tussen Nederland en Duitsland als het gaat om het ontgassingsverbod voor benzine op grond van de Benzinedistributierichtlijn van de EU. In Duitsland worden onder het Europese ontgassingsverbod voor benzine niet alleen UN 1203, maar ook nog twee andere soorten benzine gerekend: sinds 2012 is het in Duitsland ook voor UN 1268 en UN 3475 verboden om varend te ontgassen.

## Handhaving
De Inspectie Leefomgeving en Transport houdt toezicht in samenwerking met Rijkswaterstaat en andere diensten op het ontgassen door binnenvaartschepen in het kader van het vernieuwde CDNI-verdrag. Onderzoek vindt plaats om vast te stellen op welke wijze het verbod uit het CDNI op het ontgassen van bepaalde stoffen het meest effectief kan worden gehandhaafd. Onder andere de inzet van drones met voor dit toezicht geschikte camera en e-noses. Bij het vaststellen van een overtreding zal handhavend worden opgetreden. Of inmiddels ingestelde Nederlandse provinciale verboden kunnen worden gehandhaafd zal nog moeten blijken, omdat het ontgassen bij verdrag is geregeld.

## De huidige praktijk

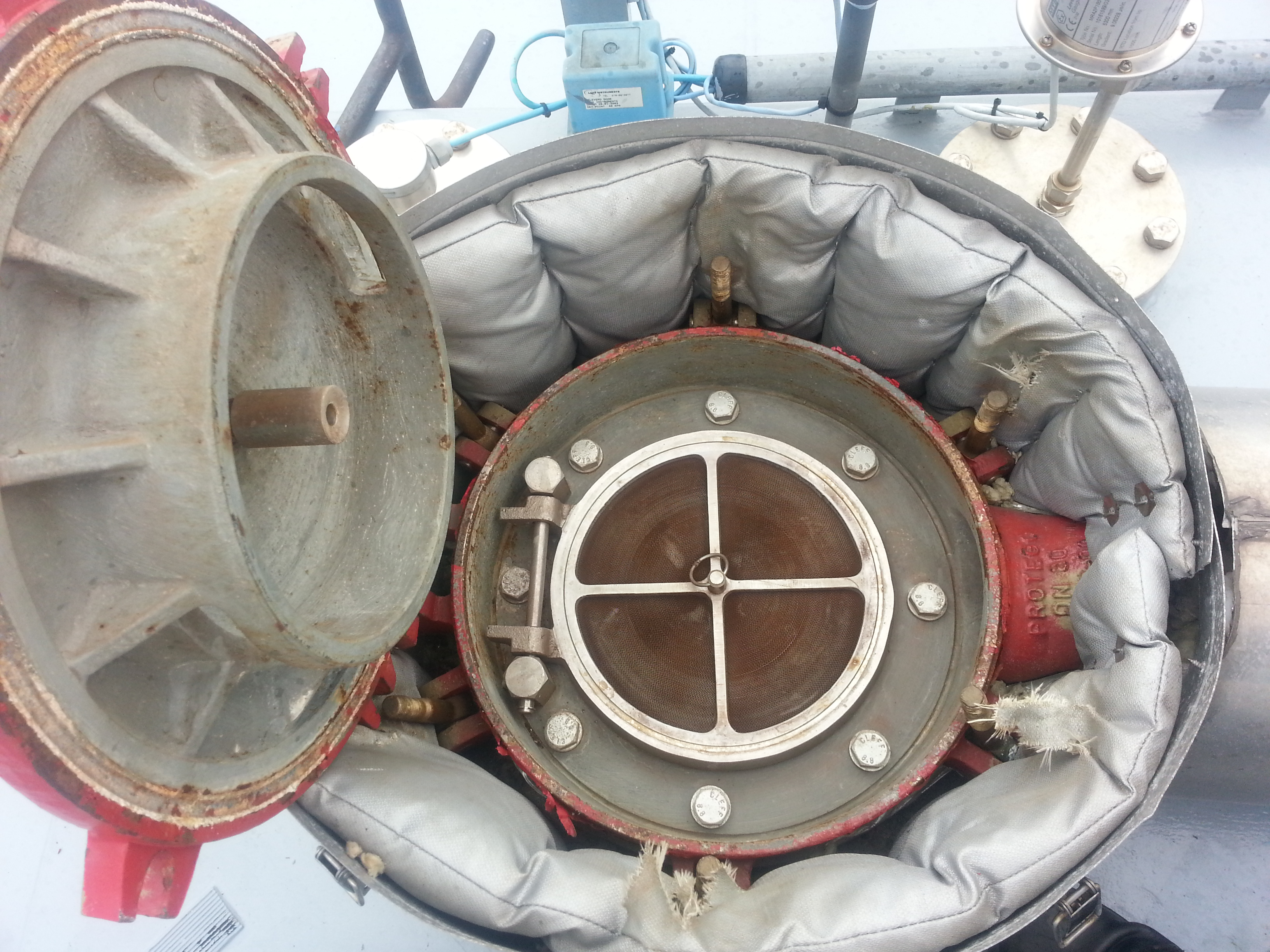
Vlamkerend rooster op binnenvaarttanker
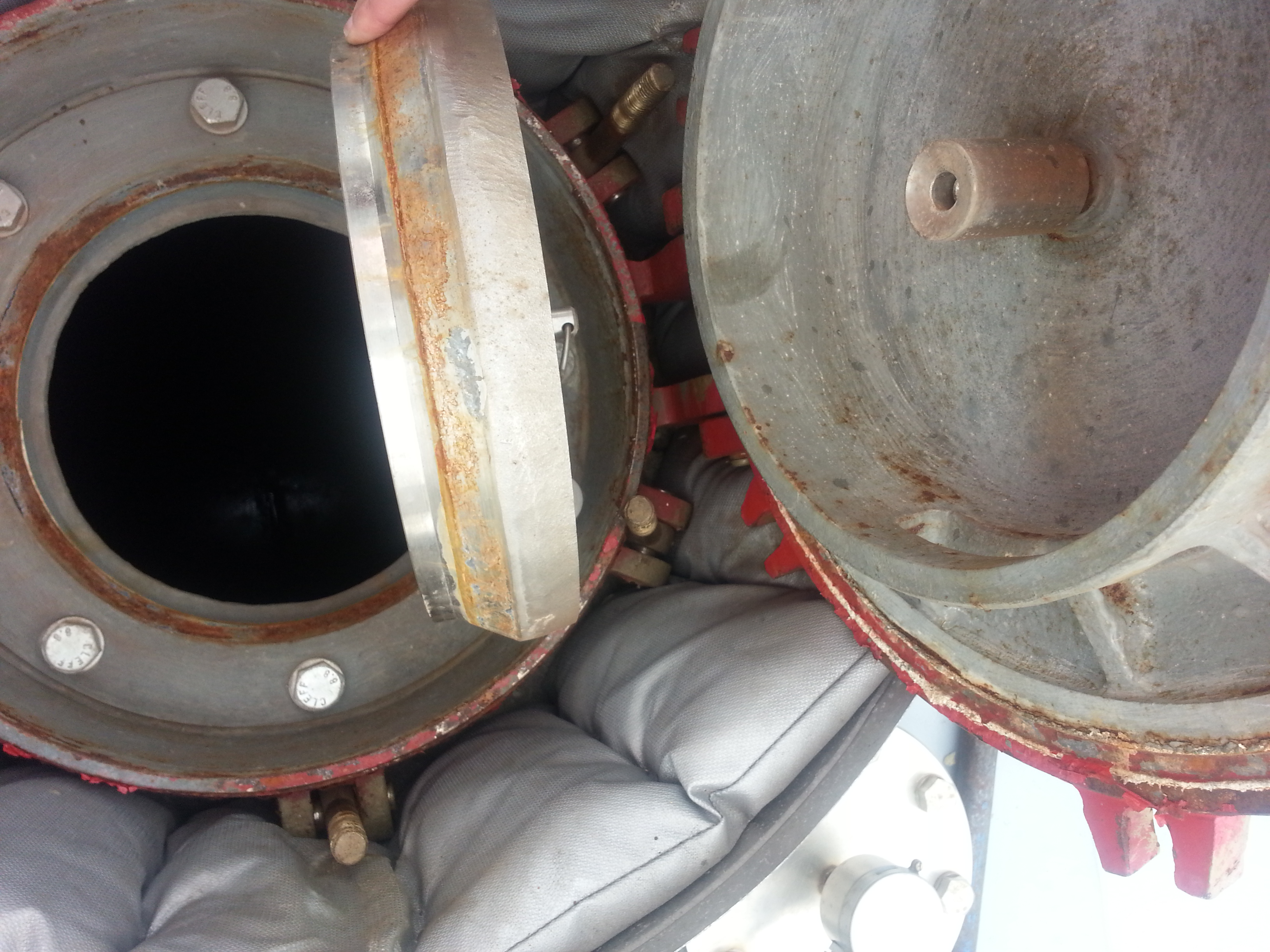
Vlamkerend rooster op binnenvaarttanker geopend om bijvoorbeeld monsters te nemen.
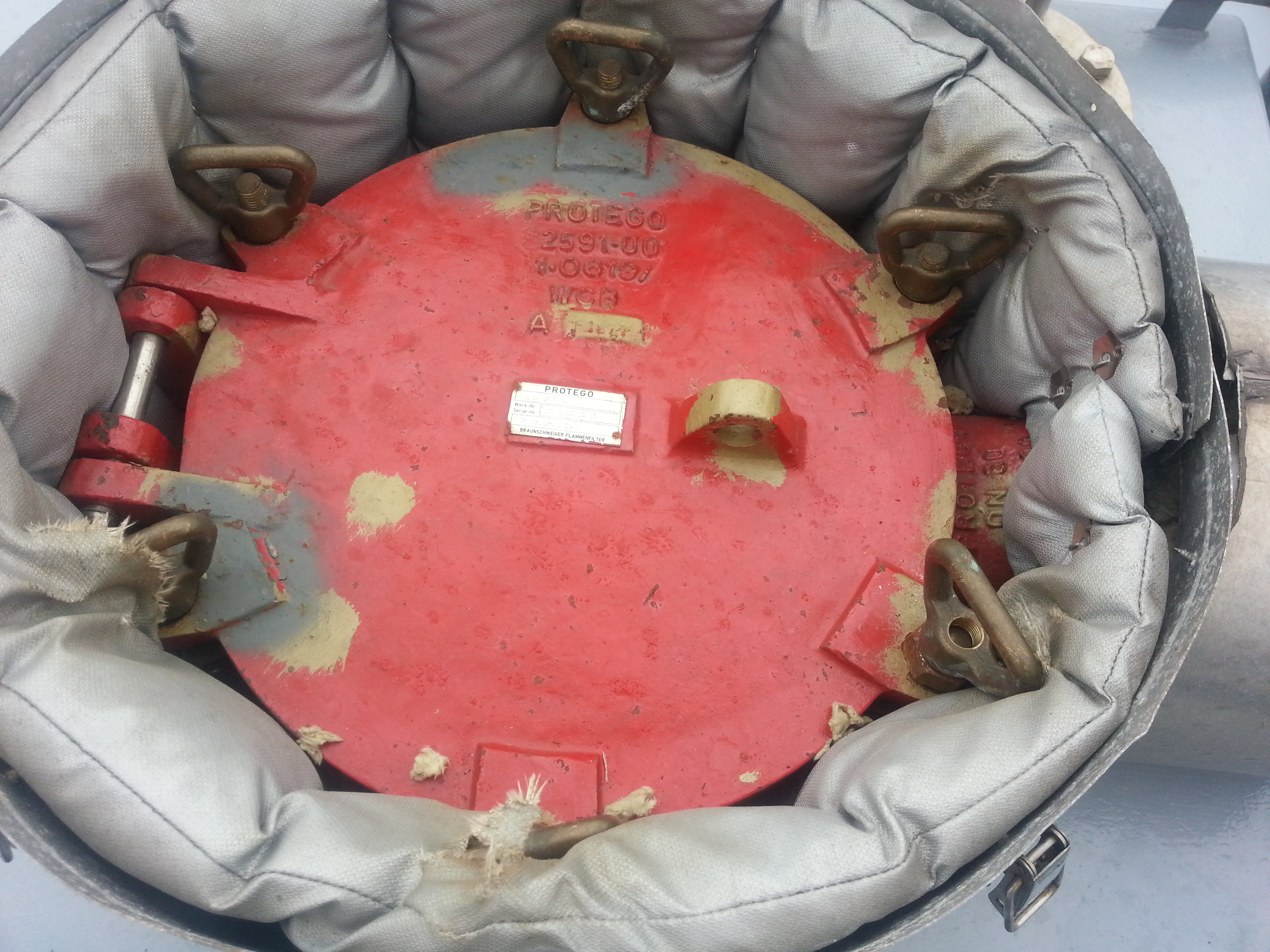
Vlamkerende inrichting op binnenvaarttanker met isolatie gesloten